# Husein Hasanefendić
Husein "Hus" Hasanefendić (Banja Luka, 30. siječnja 1954.), hrvatski je glazbenik, skladatelj, tekstopisac, gitarist, bivši predsjednik i jedan od osnivača "Hrvatske glazbene unije"., član Hrvatskog društva skladatelja, član Hrvatske zajednice samostalnih umjetnika, te jedan od osnivača jednog od najpopularnijih rock sastava na području bivše Jugoslavije – Parnog valjka.

## Životopis
Husein Hasanefendić rodio se u Banjoj Luci, Bosna i Hercegovina. Nedugo po rođenju seli se u Zagreb, gdje se glazbeno školuje i završava visoko obrazovanje. Glazbom se ozbiljnije počinje baviti početkom 1970-ih kada kao skladatelj i izvođač sudjeluje u sastavu "Grupa 220", a prije toga je s Nenadom Zubkom i Ivanom "Pikom" Stančićem svirao u sastavu "Ab Ovo". Kada je 1975. g. Grupa 220 prestala s radom, Hus i Jurica Pađen zajedno s menadžerom Vladimirom Mihaljekom Mihom, osnivaju sastav "Parni valjak". Kao članovi priključili su im se još basist Zlatko Miksić Fuma, osnivač sastava "Zlatni akordi", pjevač Aki Rahimovski iz makedonskog sastava "Tor" i bubnjar Srećko Antonioli, koji je svirao u zagrebačkim "Delfinima". Sastav vrlo brzo postaje jedan od najpopularnijih na prostoru bivše Jugoslavije. Izdaju brojne albume, a neki od njih postaju zlatni i platinasti, dok im se tiraža broji u milijunima.Producent je albuma Haustor (Grupa Haustor)
1978. g. Hus odlazi na odsluženje vojnog roka, a po povratku producira prvi singl sastava Azra sa skladbama "Balkan" i "A šta da radim". Inače Branimir 'Johnny' Štulić je u jednoj fazi Husovog života imao bitnog utjecaja na njegove glazbene poglede, pogotovo kada je riječ o izrazu i njegovom glazbenom izričaju.
Hus se tijekom 1980-ih i 1990-ih ogledao kao sjajan producent, radio je s mnogim uspješnim grupama poput: Animatora, Azre, Stidljive ljubičice, Cacadou Looka, Haustora, Patrole, Plavog orkestra, Letećeg odreda i drugih.
Hus ostaje u Parnom Valjku sve do njegovog raspada 2005. godine kada 20. prosinca u prepunoj dvorani zagrebačkog Doma Sportova održavaju svoj oproštajni koncert s kojim obilježavaju 30 godina od osnivanja sastava. 2009. godine ponovno okuplja grupu, te kreće na turneju po prostorima bivše Jugoslavije.

## Ostale aktivnosti
- Hrvatsko društvo skladatelja – dugogodišnji član
- Hrvatska zajednica samostalnih umjetnika – od 1989.
- Hrvatska glazbena unija – bivši predsjednik i jedan od osnivača
- Upravni odbor Porina – član
- Institut Hrvatske glazbene industrije – član

## Diskografija

### S Grupom 220

#### Studijski albumi
- Naši dani Jugoton, 1968.
- Slike, Suzy, 1975.

#### Kompilacije
- Originali 67/68, Jugoton, 1987.

#### Singlovi
- "Kiši i malo je hladno", Jugoton, 1972.
- "Balada o djevojci sa sela", PGP-RTB, 1975.

### S Parnim valjkom

#### Studijski albumi
- Dođite na show!, PGP RTB, 1976.
- Glavom kroz zid, Jugoton, 1977.
- Gradske priče, CBS/Suzy, 1979.
- City Kids, CBS, 1979.
- Vruće igre, CBS/Suzy, 1980.
- Vrijeme je na našoj strani, Suzy, 1981.
- Glavnom ulicom, Suzy, 1983.
- Uhvati ritam, Jugoton, 1984.
- Pokreni se!, Jugoton, 1985.
- Anđeli se dosađuju?, Jugoton, 1987.
- Sjaj u očima, Jugoton, 1988.
- Lovci snova, Jugoton, 1990.
- Buđenje, Esnaf/Croatia Records, 1994.
- Samo snovi teku uzvodno, Croatia Records, 1997.
- Zastave, Croatia Records, Košava, 2000.
- Pretežno sunčano?, Croatia Records/Master Music, 2004.

#### Uživo albumi
- Koncert – Live '82, Suzy, 1982.
- E=mc², Jugoton, 1986.
- Svih 15 godina, Croatia Records, 1991.
- Bez struje: Live in ZeKaeM, Croatia Records, 1995.
- Kao nekada: Live at S.C., Croatia Records/Master Music, 2001.

#### Kompilacije
- Parni valjak, Suzy, 1985.
- Pusti nek' traje, Croatia Records, 1991.
- Koncentrat 1977.-1983., Hit Records/Suzy, 2005.
- Koncentrat 1984.-2005., Croatia Records, 2005.
- The Ultimate Collection, Croatia Records, 2009.

#### DVD
- 25 godina, Croatia Records/Hrvatski telekom, 2002.
- Bez struje: Live in ZeKaeM, Croatia Records, 2005.

#### Ostala izdanja
- Koncert, VHS, Jugoton, 1988.
- Red Tab, poklon kaseta, Jugoton, 1990.
- 25 godina, mini-kompilacija, Croatia Records, 2000.

#### Singlovi
- "Parni valjak" / "Šizofrenik", Alta/PGP RTB, 1976.
- "Tako prođe tko ne pazi kad ga Parni valjak zgazi" / "Dok si mlad", PGP RTB, 1976.
- "Ljubavni jadi jednog Parnog valjka" / "Teško je biti sam", PGP RTB, 1976.
- "Prevela me mala" / "O šumama, rijekama i pticama", PGP RTB, 1976.
- "Oću da se ženim" / "Ljeto", Jugoton, 1977.
- "Lutka za bal" / "Crni dani", Jugoton, 1977.
- "Od motela do motela" / "Predstavi je kraj", CBS/Suzy, 1978.
- "Stranica dnevnika" / "Ulične tuče", Jugoton, 1979.
- "Ugasi me" / "Ugasi me" (instrumental), Jugoton, 1985.
- "Kekec je slobodan, red je na nas", Croatia Records, 1991.
- "Kaži ja!" / "Sai Baba blues" / "Kaži ja!" (Nu Zagreb Pepsi), Croatia Records, 1997.
- "Mir na jastuku", Croatia Records, 2000.
- "Srcekrad", Croatia Records, 2000.
- "Ugasi me" (uživo), Croatia Records, 2001.
- "Tko nam brani" / "Dok si pored mene", 2002.
- "Nakon svih godina", Croatia Records, 2009.
- "To sam stvarno ja", Croatia Records, 2009.
- "Stvarno nestvarno", 2010.

## Vanjske poveznice
- Službene stranice Parnog valjka
- Hus na Discogs
- Diskografija
- Hrvatska glazbena unija - Husein Hasanefendić-Hus biografija